# Microchelifer percarinatus
Microchelifer percarinatus es una especie de arácnido del orden Pseudoscorpionida de la familia Cheliferidae. Se encuentra principalmente en Lesoto, un país ubicado en el sur de África.

## Distribución geográfica y hábitat
Microchelifer percarinatus es endémico de Lesoto, lo que significa que se encuentra exclusivamente en esta región. Lesoto es conocido por su relieve montañoso y su clima templado, lo que proporciona un hábitat adecuado para esta especie de arácnido.

## Características físicas
Los individuos de Microchelifer percarinatus tienen un tamaño pequeño, con una longitud que generalmente oscila entre 1 y 2 mm. Estos pseudoscorpiones tienen un cuerpo aplanado y de forma ovalada. Su coloración varía desde marrón claro hasta marrón oscuro. Poseen quelíceros (apéndices en forma de pinza) que utilizan para capturar y sujetar a sus presas.

## Ecología y comportamiento
Microchelifer percarinatus es una especie depredadora, alimentándose principalmente de pequeños artrópodos como ácaros, insectos y otros pseudoscorpiones. Se ha observado que estos arácnidos cazadores se encuentran en diversos hábitats, incluyendo suelos húmedos y en descomposición, donde buscan activamente a sus presas.

## Reproducción
La reproducción de Microchelifer percarinatus es sexual y las hembras ponen sus huevos en el suelo o en sustratos orgánicos. Las crías emergen de los huevos y atraviesan varias etapas de desarrollo antes de alcanzar la madurez sexual.